# Busmaterieel van NZH (1931-1947)
Hier onder een overzicht van het het busmaterieel van de NZH in de periode 1931-1947. De bussen staan op volgorde van aflevering vermeld. Nummers tussen haakjes houdt in dat de wagens later vernummerd zijn. 

## Overzicht
| Serie                                           | Bouwjaar | Fabrikant                                                 | Type                | Bijzonderheden |
| ----------------------------------------------- | -------- | --------------------------------------------------------- | ------------------- | --- |
| 1-3                                             | 1931     | Republic/Asjes                                            | Torpedofront        | De allereerste NZH-bussen werden in 1931 aangeschaft voor de lijn Purmerend-De Rijp-Graft, die in dat jaar begon te rijden als opvolger van de TNHT-stoomtramlijn Purmerend-Alkmaar. De carrosserieën waren gebouwd door Asjes te Alkmaar en ze hadden een Lycoming-benzinemotor. Ze hadden een neus (motorkap) vandaar de naam 'torpedofrontbussen', of ook wel 'neusbussen'. De 17 zitplaatsen stonden schuin tegen de zijwanden aan. Van dit drietal werd de 1 in 1937 gesloopt. De beide andere werden in 1940 verkocht aan Ezaco. |
| 4-6(191,192)                                    | 1932     | A.S./Asjes), Lycoming motor                               | Torpedofront        | |
| 7-9 (193-196)                                   | 1933     | A.S./Beijnes), Lycoming-motor, in 1939 Kromhout 3LW-motor | Torpedofront        | |
| 10-15 (201-206)                                 | 1934     | A.S./Asjes, Kromhout 3LW-motor                            | Torpedofront        | |
| 16-18 (207-209)                                 | 1934     | A.S Hainje, Kromhout 3LW-motor                            | Torpedofront        | |
| 30                                              | 1934     | Company/Ford/Hainje                                       | Torpedofront        | |
| 19-21 (212-214;                                 | 1934     | Kromhout 3LW-motor, Indiana/Hainje                        | Torpedofront        | |
| 22-26 (185-189)                                 | 1935     | Mercedes-Benz LO2600/Hainje, 4-cilinder motor             | Torpedofront        | |
| 35                                              | 1927     | Mercedes-Benz O3200/Uerdingen                             | Torpedofront        | Afkomstig van Westlandsche Stoomtramweg Maatschappij en in 1935 bij NZH indienst |
| 20-36                                           | 1929     | Guy                                                       | Torpedofront        | ex-Tensen en in 1935 bij NZH indienst |
| 37-38 (197-198)                                 | 1935     | Ford/Beijnes, 75 pk motor                                 | Torpedofront        | |
| 39-40 (199-200;                                 | 1935     | Ford/Hainje, 75 pk motor                                  | Torpedofront        | |
| 27, 28 (210, 211)                               | 1936     | Kromhout B/Hainje, 4-LK motor                             | Torpedofront        | |
| 29 (190)                                        | 1937     | Mercedes-Benz LO2600/Den Oudsten & Domburg                | Torpedofront        | |
| 41-44 (181-184)                                 | 1938     | Mercedes-Benz O3200/Den Oudsten & Domburg                 | Torpedofront        | |
| 45-47                                           | 1940     | Mercedes-Benz O3200/Den Oudsten & Domburg                 | Volfront            | |
| 35 (215)                                        | 1939     | Kromhout/Den Oudsten & Domburg, Hercules-motor            | Volfront            | |
| 36 (216)                                        | 1939     | A.S./Den Oudsten & Domburg, Hercules-motor 217            | Volfront            | |
| 31-34                                           | 1932     | Citroën Six/Verheul                                       |                     | in dienst 1934, ex-Leidsche Autoboxen Garage 11-14 |
| 218-222, 224, 226, 227, 229, 232, 233, 235, 236 |          |                                                           |                     | De Duinlander te Noordwijk was de exploitant van de lijn Haarlem - Noordwijk - Den Haag. Bij de overname van de Duinlander op 10 juni 1942 kwamen 13 bussen mee. |
| 182, 187, 188, 190-192                          |          |                                                           |                     | Deze bussen die in 1947 werden overgenomen van de Haarlemsche Brockway Bus Maatschappij zijn maar kort bij de NZH in dienst geweest.In 1948 waren ze allemaal weg en reed de 2600-serie door Haarlem. |
| 181-184, 188, 206, 208, 226                     |          |                                                           |                     | Dit waren noodbussen na de Tweede Wereldoorlog. Voordat vanaf 1947 de grote series gestandaardiseerde Crossley-, Scania Vabis- en Ford-bussen in dienst kwamen, werden er allerlei bussen ingezet, die overal vandaan waren gehaald. Het ging om onder andere Austin Bellcars, Dodge, White Scout Cars, Ford Schoolbussen en Chausson/Hotchkiss-bussen en zelfs Engelse dubbeldeksbussen van Crossley en Leyland, twee merken die nog een grote rol bij de NZH zouden gaan spelen.                                                     |
|                                                 |          | Crossley PT42/1 - DAF                                     | opleggercombinaties | Van de befaamde TCR-OB-combinaties heeft de NZH er negen in dienst gehad. Hiervan had er één een Werkspoor-carrosserie, de overige 8 waren door Fokker opgebouwd. |